# イギリス医学研究審議会
イギリス医学研究審議会（イギリスいがくけんきゅうしんぎかい, 英: Medical Research Council, MRC）はイギリスの政府外公共機関であり国内のバイオ医学研究を支援するため、資金調整と支給を担当する。支援対象は基礎研究から臨床試験まで広範にわたり、イギリス保健省および国民保健サービスと密接に連携する。2018年4月1日より政府外公共機関の監督組織として新設されたイギリス研究技術革新機構（UKRI＝UK Research and Innovation）に帰属。

## 活動内容
勅許の規定によると、医学研究審議会（以下MRCと略）の任務は次のとおり。
- 人々の健康改善に資する医学研究を促進し、支援する。
- 関連技術者の研修。
- 人々の生活の質を向上させ、イギリス経済の競争力向上のため、関連する知識と技術を高めるて普及させる。
- 医学研究と一般社会との交流を強化する。

## 沿革
MRCは1913年に医学研究・諮問委員会として設立されると1911年制定の国家保障法（英語版）にしたがい、主に医学研究基金の分配を担当する。王立結核評議会による永久的な医学研究機関の設立勧告を受けたものではあるが、委任対象は結核に限定されていない。
勅許により1920年に医学研究「審議会」に改称する。MRCはその趣旨である科学の開発促進を支える初の科学的査読による論文集として1933年3月に定期刊行物『British Journal of Clinical Research and Educational Advanced Medicine』を創刊、新しい研究の報告を目指したmedical patrolであり、研究者は一定の品質と科学的妥当性を確保した同誌から専門分野の最新情報を入手し、独自の研究実施に使えるようになった。
2012年8月、個別化医療の研究施設としてMRC-NIHRフェノームセンター設立が発表された。同センターはインペリアル・カレッジ・ロンドンを拠点とし、2012年オリンピック・パラリンピック・ロンドン大会の不正薬物検査施設から機器を受け継ぎ、さらに同センターの技術提携先ブルカーおよびウォーターズコーポレーションから受贈した機器を組み合わせて活動を開始する。運営主体は拠点大学ならびにキングス・カレッジ・ロンドン（ロンドン大学キングス・カレッジ）とされ、予算はMRCに加えイギリスの国立健康研究所（National Institute for Health Research）の2箇所からそれぞれ500万ポンドずつ5年にわたり助成を受け、2013年6月に正式に始動した。

## 顕著な研究
MRCの支援により実施された重要な研究を記す。
- くる病の病因として栄養不足を解明したエドワード・メランビー（英語版）の研究[9]。メランビーはソルビー研究所（英語）在籍中に志願者を募り、ビタミンAとビタミンCの欠乏症を実証実験した。
- インフルエンザの病因が特定のウイルスであると実証した1918年の発見[10]。
- 神経伝達系（英語版）の解明ならびに神経伝達物質第1号としてアセチルコリンを報告したヘンリー・H・デールとオットー・レービは1936年にノーベル生理学・医学賞を受賞。
- 抗生物質ペニシリンを開発したアレクサンダー・フレミング、エルンスト・チェーン 、ハワード・W・フローリーは1945年ノーベル賞を受賞[11]。3名とも叙勲。
- 喫煙と肺がんの因果関係を解明したリチャード・ドール（英語版）[12]、オースティン・B・ヒル（英語版）がイギリス版前向きコホート研究（ 英語版）として1956年に発表[13]。
- DNAの構造を解明したジェームズ・ワトソン、フランシス・クリック、ロザリンド・フランクリン、モーリス・ウィルキンスの研究[14]。3名はこの発見により1962年にノーベル賞生理学・医学賞を受賞。
- 1973年の核磁気共鳴画像法の開発に関するピーター・マンスフィールドとポール・ラウターバーの個別の研究。連名で2003年にノーベル賞を受賞[15]。
- 1975年にモノクロナール抗体を開発[16]したセーサル・ミルステインおよびジョルジュ・ケーラーの研究（1984年ノーベル賞受賞）。
- 葉酸と二分脊椎症ならびに神経管閉鎖障害の予防に関する研究[17]。
- 1970年代と1980年代に行われた大規模実証実験により、心血管疾患のリスク低減とアスピリンの関与を解明。
- 線虫の1種カエノラブディティス・エレガンスを用いて1998年に実現した、多細胞生物では初のゲノム解析。
- 現在進行中の心疾患予防研究（英語）[18]における、心疾患の高リスク群に対するシンバスタチン投与の治験。
- MRC分子生物学研究所のヴェンカトラマン・ラマクリシュナンによるリボソームの原子構造を決定する研究。抗レトロウイルス療法による生存率の向上に関し、2009年ノーベル化学賞を受賞。
- 外科手術用の器具に付着する伝染性のプリオンを検出する検査法の開発。既存の検査法より正確かつ所要時間が100倍速い。
- 肥満に関する2番目の遺伝変異体の発見[19]。
- 高品位の外科手術と短期間の放射線療法により、結腸直腸がん再発率を半減させるという知見[20]。

MRCの支援を受けた科学者から32名のノーベル賞受賞者が生まれ、いずれも生理学もしくは医学賞分野である。

## 研究拠点と施設
この組織は研究施設をイギリス全土のほか、海外もウガンダとガンビアに置く。